# Da'ar buduq
Daar buduq (Somali : Dacarbudhuq) est une ville de la province de Marodi Jeh au Somaliland. Située dans le district de Hargeisa, elle se trouve au nord-est par la route de Hargeisa et au sud-ouest de Berbera.
La ville est habitée par des personnes issues des subdivisions Adam Issa des clans Issa Musse. groupe ethnique somalien Isaaq. Elle se trouve à l'ouest des collines d'Adadleh.